# Gare de Prades - Molitg-les-Bains
Gare de Prades - Molitg-les-Bains vasútállomás Franciaországban, Prades településen.

## Vasútvonalak
Az állomást az alábbi vasútvonalak érintik:
- Perpignan-Villefranche - Vernet-les-Bains-vasútvonal

## Kapcsolódó állomások
A vasútállomáshoz az alábbi állomások vannak a legközelebb:
- Gare de Marquixanes
- Gare de Ria